# Doof
Doof je Nick Barber, ustvarjalec psihedeličnega trance-a iz Londona. 

## Diskografija
- Let's Turn On (TIP Records 1996)
- It's About Time (Twisted Records 2000)